# 松本長平
松本 長平（まつもと ちょうへい、1854年12月30日（安政元年11月11日） - 1939年（昭和14年）7月8日）は、日本の政治家、衆議院議員（3期）。

## 経歴
奈良県出身。和学と漢学を学ぶ。酒造業を営み、新町村(のち五條町、現・五條市)会議員、同議長、村連合会議員、同議長、吉野郡書記、五條町会議員、同町長、宇智郡徴兵参事員、所得税調査委員、宇智郡組合会議員、五條町学務委員となる。
1894年3月の第3回衆議院議員総選挙において奈良3区から立憲改進党公認で立候補して初当選する。同年9月の第4回衆議院議員総選挙は不出馬。1898年3月の第5回衆議院議員総選挙では進歩党公認で立候補したが落選する。1903年の第8回衆議院議員総選挙において奈良県郡部から憲政本党公認で出馬して復帰。1904年の第9回衆議院議員総選挙で三選を果たした。衆議院議員を3期務め、1908年の第10回衆議院議員総選挙は不出馬。1939年に死去した。